# Frankenstein (film 1992)
Frankenstein – brytyjski film telewizyjny grozy z 1992 roku w reżyserii Davida Wickesa, zrealizowany na podstawie powieści Mary Shelley pod tym samym tytułem.

## Fabuła
Na Biegunie Północnym, załoga statku morskiego napotykają na pościg dwóch ludzi, którzy próbują się nawzajem zabić. Jeden z nich zostaje uratowany przez załogę i zabrany do statku. Ostrzegając kapitana statku przed niebezpieczeństwem, mężczyzna przedstawia się jako naukowiec Victor von Frankenstein i opowiada, jak stworzył swego adwersarza.
W Ingolstadt 1818 roku Frankenstein nie otrzymuje nagrody za osiągnięcia naukowe, co powoduje gniew studentów oskarżających władze uczelniane o hołdowanie religii. Nocą w swej pracowni Frankenstein prezentuje swemu przyjacielowi, doktorowi Clervalowi, zwierzęce hybrydy i mówi o próbach stworzenia człowieka. Przerażony Clerval mówi Frankensteinowi, że ten nie jest bogiem. Frankenstein za pomocą chemiczno-biologicznej konstrukcji tworzy swego klona. Wskutek wypadku klon ożywia, okazując się zdeformowanym potworem. Frankenstein traci przytomność, a potwór ucieka w popłochu.
Następnego dnia Frankenstein choruje na cholerę, a potwór zdobywa ubranie w pracowni rzeźbiarskiej, gdzie przyłapuje go kamieniarz z pomocnikiem i jest ścigany przez policję aż do terenów leśnych. Clerval odwozi Frankensteina do jego rodzinnego domu, gdzie opiekuje się nim jego kuzynka Elizabeth. Między nimi rośnie uczucie i decydują się na małżeństwo. Tymczasem potwór chroniący się w lesie ratuje dziewczynkę topiącą się w jeziorku. Dwóch myśliwych bierze go za złoczyńcę i postrzeliwuje. Ranę odczuwa także Frankenstein – staje się jasne, że ustanowiła się psychiczna więź między Frankensteinem a jego kreacją i obaj dzielą się swym bólem.
Ranny potwór znajduje schronienie u ślepca De Laceya. U niego potwór pierwszy raz widzi swe oblicze, domyślając się czemu go ludzie ścigają. De Lacey staje się jego przyjacielem i uczy go mowy. Jego radość przerywają myśliwi biorąc go za uciekiniera. Potwór ich przepędza, ale De Lacey niechętnie sugeruje mu ucieczkę.
Potwór dociera do posiadłości Frankensteinów, gdzie zakochuje się w ich sąsiadce Justine. Śledzi ją, jednak przeraża Justine. Niechcący powoduje też śmierć będącego na miejscu Williama, młodszego brata Frankensteina. Wszyscy obarczają póki co konia Williama, a Justine biorą za opętaną. Wkrótce Frankenstein mówi rodzinie o potworze, którego brał za martwego.
Frankenstein ściga potwora z zamiarem zabicia go. W oberży poznaje De Laceya i domyśliwszy się jego powiązań z potworem, śledzi go. Po chwili napotyka potwora. Podczas pościgu potwór ratuje swego stwórcę, ale oskarża go o danie mu niczego. Każe mu stworzyć dla niego kobietę, bo inaczej „zjawi się na jego weselu”.
Frankenstein informuje rodzinę o swych planach. Elizabeth jedzie z nim do Ingolstadt jako ochotnik do stworzenia kobiecego klona. Procedura jest bolesna dla Elizabeth, więc Frankenstein przerywa wszystko i nieukończony klon ginie. Z ukrycia przygląda się temu potwór, który z wściekłości demoluje pracownię i ginie. Frankenstein i Elizabeth wracają do domu, gdzie dowiadują się o samobójstwie Justine. Clerval obarcza winą Frankensteina, którego uznaje za marionetkę potwora.
Tego samego miesiąca odbywa się ślub Frankensteina. Tej samej nocy wciąż żyjący potwór przybywa do rezydencji i morduje ojca Frankensteina, Clervala i Elizabeth. Wezwani wcześniej oficerowie sądzą, że to Frankenstein stoi za morderstwami. Ten ucieka i poświęca życie na pogoni za potworem.
Akcja wraca do początku i Frankenstein prosi kapitana o przechowanie jego pamiętnika. Załoga idzie rozprawić się z ukrywającym się potworem mimo obaw Frankensteina. Załoga pod wodzą Sorkina zostaje zabita przez potwora, który dociera do statku i wygarnia Frankensteinowi, że robił to wszystko, by ten czuł jego ból. Frankenstein odpiera, że ich ból jest wspólny, ponieważ są tą samą osobą. Potwór zdając sobie sprawę, że nie ma dla niego miejsca na świecie, załamany błaga stwórcę o pomoc. Frankenstein zrzuca siebie i potwora wprost w otchłań morza i obaj giną. Kapitan statku zapisuje w swym dzienniku, że historia Frankensteina będzie prześladować go do śmierci.

## Obsada
- Patrick Bergin jako dr Victor von Frankenstein
- Randy Quaid jako potwór Frankensteina
- Roger Bizley – kapitan statku
- Fiona Gillies – Elizabeth
- Lambert Wilson – dr Clerval
- Jacinta Mulcahy – Justine
- Timothy Stark – William Frankenstein
- Ronald Leigh-Hunt – Alphonse Frankenstein
- John Mills – De Lacey
- Maciej Czapski – myśliwy #1[5]
- Piotr Szyma – myśliwy #2[5]
- Michael Gothard – bosman
- Marcus Eyre – Sorkin
- Amanda Quaid – Amy
- Anemona Knut – jedna z przyjaciółek Amy[5]
- Bolesław Abart – kamieniarz[5]
- John Scarborough – ksiądz
- Andrzej Gałła – oberżysta[5]
- Wojciech Dąbrowski – oficer[5]
- Ferdynand Matysik – magistrat[5]
- Teresa Musiałek – właścicielka mieszkania
- Robert Kowalski – student[5]